# Costantino (prefetto del pretorio)
Costantino (in latino Constantinus; Cesarea in Cappadocia, ... – ...; fl. 471) fu un politico dell'Impero romano d'Oriente.

## Biografia
Nacque a Cesarea in Cappadocia, da una famiglia di un certo lignaggio. Aveva fama di conoscere molto bene la lingua latina.
È attestato come prefetto del pretorio d'Oriente nel 471; durante il suo mandato costruì a proprie spese a Costantinopoli il palazzo dei prefetti del pretorio.